# Hidabu Abote
Hidabu Abote (en oromo : Hidhabuu Abootee) est un woreda du centre de l'Éthiopie situé dans la zone Nord Shewa de la région Oromia. Il a 82 994 habitants en 2007. Son centre administratif est Ejere.
Situé vers 2 300 m d'altitude, Ejere est desservi par une route secondaire 35 km au nord-ouest de Fiche et 145 km au nord d'Addis-Abeba. Le woreda s'étend au nord-est jusqu'à la rivière Jamma le long de laquelle il voisine sur une courte distance avec le woreda Merhabete de la région Amhara.
|            | Dera         | Merhabete |
| Wara Jarso | Hidabu Abote | Degem     |
|            | Kuyu         |           |

Le recensement national de 2007 fait état pour ce woreda d'une population de 82 994 habitants dont 8 % de citadins qui sont les 6 395 habitants d'Ejere.
La quasi-totalité des habitants du woreda (99 %) sont orthodoxes et 0,5 % sont protestants.
En 2022, la population du woreda est estimée à 120 361 personnes avec une densité de population de 238 personnes par km2 et 506 km2 de superficie.